# Triatlon op de Pan-Amerikaanse Spelen 2015
Triatlon is een van de sporten die beoefend werden tijdens de Pan-Amerikaanse Spelen 2015 in Toronto, Canada op zaterdag 11 en zondag 12 juli. Voor zowel de mannen als de vrouwen stond de olympische afstand op het programma: 1500 meter zwemmen, 40 kilometer fietsen en 10 kilometer hardlopen. Het was de zesde opeenvolgende keer dat triatlon op de agenda stond bij de Pan-Amerikaanse Spelen.

## Deelname
In totaal (mannen en vrouwen) deden 69 atleten, verspreid over 24 landen, mee aan de triatlon op de Pan-Amerikaanse Spelen 2015.

## Medailles
| Onderdeel | Goud | Goud              | Zilver | Zilver         | Brons | Brons        |
| --------- | ---- | ----------------- | ------ | -------------- | ----- | ------------ |
| Mannen    | MEX  | Crisanto Grajales | USA    | Kevin McDowell | MEX   | Irving Perez |
| Vrouwen   | CHI  | Bárbara Riveros   | MEX    | Paola Diaz     | BER   | Flora Duffy  |

### Medaillespiegel
| Plaats | Land             | Goud | Zilver | Brons | Totaal |
| 1      | Mexico           | 1    | 1      | 1     | 3      |
| 2      | Chili            | 1    | 0      | 0     | 1      |
| 3      | Verenigde Staten | 0    | 1      | 0     | 1      |
| 4      | Bermuda          | 0    | 0      | 1     | 1      |
| Totaal | Totaal           | 2    | 2      | 2     | 6      |

## Uitslagen

### Mannen
- Wedstrijd gehouden op zondag 12 juli 2015 met de start om 09:30 uur.

| Rang | Naam                   | Land | Zwemtijd | Fietstijd | Looptijd | Totaaltijd |
| ---- | ---------------------- | ---- | -------- | --------- | -------- | ---------- |
|      | Crisanto Grajales      | MEX  | 00:18:53 | 00:58:21  | 00:30:58 | 01:48:58   |
|      | Kevin McDowell         | USA  | 00:19:08 | 00:58:06  | 00:30:59 | 01:48:59   |
|      | Irving Perez           | MEX  | 00:18:46 | 00:58:28  | 00:31:05 | 01:49:05   |
| 4    | Gonzalo Tellechea      | ARG  | 00:20:06 | 00:57:12  | 00:31:09 | 01:49:12   |
| 5    | Jason Wilson           | BAR  | 00:18:53 | 00:58:23  | 00:31:18 | 01:49:19   |
| 6    | Luciano Taccone        | ARG  | 00:20:03 | 00:57:13  | 00:31:23 | 01:49:25   |
| 7    | Andrew Yorke           | CAN  | 00:19:05 | 00:58:12  | 00:31:29 | 01:49:31   |
| 8    | Hunter Kemper          | USA  | 00:18:56 | 00:58:16  | 00:31:37 | 01:49:37   |
| 9    | Leonardo Chacón        | CRC  | 00:18:53 | 00:58:22  | 00:31:52 | 01:49:52   |
| 10   | Tyler Mislawchuk       | CAN  | 00:18:47 | 00:58:27  | 00:31:53 | 01:49:54   |
| 11   | Rodrigo González       | MEX  | 00:19:07 | 00:58:09  | 00:31:55 | 01:49:56   |
| 12   | Juan José Andrade      | ECU  | 00:18:50 | 00:58:30  | 00:31:59 | 01:50:02   |
| 13   | Carlos Quinchara       | COL  | 00:18:53 | 00:58:20  | 00:32:04 | 01:50:04   |
| 14   | Felipe Barraza         | CHI  | 00:18:56 | 00:58:20  | 00:32:17 | 01:50:15   |
| 15   | Diogo Sclebin          | BRA  | 00:18:59 | 00:58:14  | 00:32:23 | 01:50:24   |
| 16   | Ramón Matute           | ECU  | 00:18:51 | 00:58:27  | 00:32:36 | 01:50:38   |
| 17   | Eric Lagerstrom        | USA  | 00:19:04 | 00:58:07  | 00:32:55 | 01:50:51   |
| 18   | Michel González Castro | CUB  | 00:19:18 | 00:58:04  | 00:32:53 | 01:50:57   |
| 19   | Carlos Enrique Pérez   | VEN  | 00:19:13 | 00:58:05  | 00:33:12 | 01:51:15   |
| 20   | Carlos Alfredo Pérez   | VEN  | 00:19:11 | 00:58:09  | 00:33:18 | 01:51:23   |
| 21   | Reinaldo Colucci       | BRA  | 00:19:10 | 00:58:04  | 00:33:27 | 01:51:24   |
| 22   | Danilo Pimentel        | BRA  | 00:19:10 | 00:58:06  | 00:33:51 | 01:51:52   |
| 23   | Martin Bedirian        | ARG  | 00:18:57 | 00:58:23  | 00:35:18 | 01:53:23   |
| 24   | Renze Postma           | ARU  | 00:18:59 | 00:58:22  | 00:37:39 | 01:55:45   |
| 25   | Andres Cabascango      | ECU  | 00:19:46 | 01:01:23  | 00:34:53 | 01:56:49   |
| 26   | Martin Oliver Rostan   | URU  | 00:19:43 | 01:01:26  | 00:35:32 | 01:57:29   |
| 27   | Gerardo Vergara        | GUA  | 00:19:12 | 00:58:02  | 00:39:41 | 01:57:39   |
| DNF  | Manuel Huerta          | PUR  | 00:18:57 | 00:58:14  | 00:00:00 | —          |
| DNF  | Kyle Jones             | CAN  | 00:18:58 | 00:00:00  | 00:00:00 | —          |
| DNF  | Felipe Van de Wyngard  | CHI  | 00:19:15 | 00:00:00  | 00:00:00 | —          |
| DNF  | Billy Gordon           | PAN  | 00:20:26 | 00:00:00  | 00:00:00 | —          |
| LAP  | Hennert Mayorga        | NCA  | 00:22:06 | 00:00:00  | 00:00:00 | —          |
| LAP  | Alvaro Santos Ipabary  | BOL  | 00:22:09 | 00:00:00  | 00:00:00 | —          |
| LAP  | Amed Figueroa          | BIZ  | 00:00:00 | 00:00:00  | 00:00:00 | —          |
| DSQ  | Gaspar Riveros         | CHI  | 00:00:00 | 00:00:00  | 00:00:00 | —          |

### Vrouwen
- Wedstrijd gehouden op zaterdag 11 juli 2015 met de start om 09:30 uur.

| Rang | Naam                        | Land | Zwemtijd | Fietstijd | Looptijd | Totaaltijd |
| ---- | --------------------------- | ---- | -------- | --------- | -------- | ---------- |
|      | Bárbara Riveros             | CHI  | 00:20:09 | 01:00:48  | 00:35:20 | 01:57:18   |
|      | Paola Diaz                  | MEX  | 00:20:11 | 01:00:51  | 00:35:42 | 01:57:48   |
|      | Flora Duffy                 | BER  | 00:18:35 | 01:00:22  | 00:35:57 | 01:57:56   |
| 4    | Elizabeth Bravo             | ECU  | 00:20:12 | 01:00:53  | 00:36:07 | 01:58:13   |
| 5    | Chelsea Burns               | USA  | 00:20:15 | 01:00:52  | 00:36:21 | 01:58:29   |
| 6    | Ellen Pennock               | CAN  | 00:20:10 | 01:00:54  | 00:36:37 | 01:58:42   |
| 7    | Cecilia Gabriela Pérez      | MEX  | 00:20:08 | 01:00:53  | 00:36:43 | 01:58:48   |
| 8    | Sarah Haskins               | USA  | 00:18:37 | 01:02:04  | 00:36:50 | 01:58:59   |
| 9    | Paula Findlay               | CAN  | 00:20:16 | 01:00:46  | 00:37:49 | 01:59:55   |
| 10   | Pamella Oliveira            | BRA  | 00:18:38 | 01:02:28  | 00:38:00 | 02:00:05   |
| 11   | Romina Biagioli             | ARG  | 00:20:11 | 01:00:56  | 00:38:33 | 02:00:38   |
| 12   | Romina Palacio              | ARG  | 00:20:13 | 01:01:01  | 00:38:32 | 02:00:46   |
| 13   | Joanna Brown                | CAN  | 00:20:16 | 01:00:48  | 00:39:46 | 02:02:04   |
| 14   | Leslie Amat                 | CUB  | 00:20:13 | 01:00:57  | 00:40:11 | 02:02:19   |
| 15   | Valentina Carvallo          | CHI  | 00:20:46 | 01:04:49  | 00:36:22 | 02:02:58   |
| 16   | Alia Cardinale Villalobos   | CRC  | 00:20:08 | 01:00:58  | 00:40:56 | 02:03:06   |
| 17   | Luisa Baptista              | BRA  | 00:20:15 | 01:05:26  | 00:38:53 | 02:05:33   |
| 18   | Beatriz Neres               | BRA  | 00:21:54 | 01:05:04  | 00:37:15 | 02:05:34   |
| 19   | Erin Jones                  | USA  | 00:20:13 | 01:05:20  | 00:39:12 | 02:05:52   |
| 20   | Melissa Rios                | PUR  | 00:19:01 | 01:02:12  | 00:44:23 | 02:06:32   |
| 21   | Valeria Piedra              | ECU  | 00:20:48 | 01:06:20  | 00:39:29 | 02:07:50   |
| 22   | Daniela Schoenfeld          | GUA  | 00:21:56 | 01:05:11  | 00:39:56 | 02:08:23   |
| 23   | Lisandra Hernandez          | CUB  | 00:20:49 | 01:06:12  | 00:41:05 | 02:09:31   |
| 24   | Barbara Schoenfeld          | GUA  | 00:21:51 | 01:05:09  | 00:42:45 | 02:11:07   |
| 25   | Steffy Mishel Salazar       | ECU  | 00:20:47 | 01:06:42  | 00:44:34 | 02:13:11   |
| 26   | Delia Isamar López          | PER  | 00:21:55 | 01:05:29  | 00:53:56 | 02:22:32   |
| DNF  | Claudia Rivas               | MEX  | 00:19:01 | 01:02:02  | 00:00:00 | —          |
| DNF  | Favia Diaz                  | CHI  | 00:21:57 | 01:05:17  | 00:00:00 | —          |
| LAP  | Maria Victoria Rivero       | ARG  | 00:22:50 | 00:00:00  | 00:00:00 | —          |
| LAP  | Vivienne Paulett Bustamante | PER  | 00:23:15 | 00:00:00  | 00:00:00 | —          |
| LAP  | Ana Leidys Arias            | CUB  | 00:23:18 | 00:00:00  | 00:00:00 | —          |
| LAP  | Lorena Imaña Diaz           | PER  | 00:23:39 | 00:00:00  | 00:00:00 | —          |
| LAP  | Nicole Wood Niella          | PAR  | 00:25:16 | 00:00:00  | 00:00:00 | —          |
| DNS  | Militza Rios                | PUR  | 00:00:00 | 00:00:00  | 00:00:00 | —          |